# La Unió Maçanenca
La Unió Maçanenca és un edifici situat al centre del poble de Maçanet de Cabrenys (Alt Empordà) que forma part de l'Inventari del Patrimoni Arquitectònic de Catalunya.

## Descripció
És un edifici de planta baixa a doble alçada i un pis. La gran sala rectangular de la planta baixa, és d'una sola nau i presenta també una balconada interior que recorre tot el perímetre a excepció de la part posterior de la façana. Les seves considerables dimensions hi permeten el desenvolupament de les activitats lúdiques i socials dins un àmbit obert i públic. A l'exterior Azemar utilitza els recursos que també aplicà a altres construccions d'aquestes característiques, com són les societats d'Agullana i, sobretot, Darnius. En aquest sentit, cal indicar la sobrietat i simetria que dominen tota la façana i la part posterior.
La combinació de diferents materials-maó, ciment, ceràmica, carreus li serveixen per articular la primera, que dona a la plaça en tres pisos ben diferenciats. Entre ells destaquen visualment les finestres llargues i estilitzades amb arcs lobulats que es disposen a manera de finestral seguit en el segon àmbit. Malgrat que es tracta d'una arquitectura que presenta una decoració molt més abundant que la dels exemples de Darnius i Agullana, cal fixar-nos en el fet que tota ella no deixa de tenir mai un aspecte funcional, és a dir que és emprada per Azemar per subratllar determinats elements i àmbits (maó en els arcs de ferradura d'entrada i en el darrer pis, etc.)

## Història
Un fenomen social ben palès a moltes poblacions de l'Alt Empordà a partir de la segona meitat del segle xix és la creació de societats de beneficència. Amb el temps també esdevingueren centres de reunió local i promotores de múltiples activitats lúdiques i culturals. La disposició d'un local on desenvolupar totes aquestes activitats conduí la construcció d'uns peculiars edificis dels quals Azemar es convertí en uns dels principals dissenyadors. En concret se sap que la Unió Maçaneca es fundà durant la segona meitat del segle xix, i que Azemar s'encarregà de projectar el seu edifici a inicis d'aquest segle.